# Aeroporto de Manoel Urbano
Aeroporto de Manoel Urbano (ICAO: SIMB) é um aeródromo brasileiro que serve à região do município de Manoel Urbano, no estado do Acre. Trata-se de um aeroporto privado que conta com operações de empresas de transportes aéreo de pequeno porte.
Chegou a ter seu fechamento ameaçado em setembro de 2014, devido à desatualização do registro da pista na Agência Nacional de Aviação Civil (ANAC), porém foi inscrito no cadastro de aeródromos do órgão em 22 de outubro de 2014.